# ليني يونكر
ليني يونكر (بالألمانية: Leni Junker)‏ هي منافسة ألعاب القوى ألمانية، ولدت في 8 ديسمبر 1905 في كاسل في ألمانيا، وتوفيت في 9 فبراير 1997 في فيلهلمسهافن في ألمانيا.

## وصلات خارجية
- ليني يونكر على موقع أوليمبيديا (الإنجليزية)